# Amimenus mojiensis
Amimenus mojiensis är en insektsart som beskrevs av Matsumura 1914. Amimenus mojiensis ingår i släktet Amimenus och familjen dvärgstritar. Inga underarter finns listade i Catalogue of Life.